# Harpachne
Harpachne es un género de plantas herbáceas perteneciente a la familia de las poáceas. Es originario del África tropical.

## Especies
- Harpachne bogdanii Kenn.-O'Byrne
- Harpachne harpachnoides (Hack.) Keng